# Paris de Milhaud
Pour les articles homonymes, voir Paris (homonymie).
Paris est une suite de six pièces pour quatre pianos de Darius Milhaud composée en mai 1948.

## Présentation
Darius Milhaud compose Paris, pour quatre pianos, à son retour en France après plusieurs années d'exil aux États-Unis. La suite est écrite en mai 1948 à Paris,.
Commande du First Piano Quartet (en), l'œuvre est dédiée à Jean Marietti.

## Structure
Paris, d'une durée moyenne d'exécution de neuf minutes vingt-sept environ, est constitué de six mouvements qui, selon Jean Roy, « font alterner des ambiances animées et la calme présence de la Seine » :
1. Montmartre
2. L'Île Saint-Louis
3. Montparnasse
4. Bateaux-Mouches
5. Longchamp
6. La Tour Eiffel, « magnifique morceau aux effets tout à fait extraordinaires[2] ».

La partition est publiée par Eschig. Dans le catalogue des œuvres de Darius Milhaud, Paris porte le numéro d'opus 284,. 
Il existe une orchestration de la pièce par l'auteur, op. 284b, écrite en 1959 et créée à l'Institut national de radiodiffusion (I.N.R.), à Bruxelles, le 10 mai 1960.